# Pterostichus abnormis
Pterostichus abnormis is een keversoort uit de familie van de loopkevers (Carabidae). De wetenschappelijke naam van de soort is voor het eerst geldig gepubliceerd in 1880 door J.R.Sahlberg.